# Anopheles bustamentei
Anopheles bustamentei este o specie de țânțari din genul Anopheles, descrisă de Galvao în anul 1955. Conform Catalogue of Life specia Anopheles bustamentei nu are subspecii cunoscute.